# Esoterismo

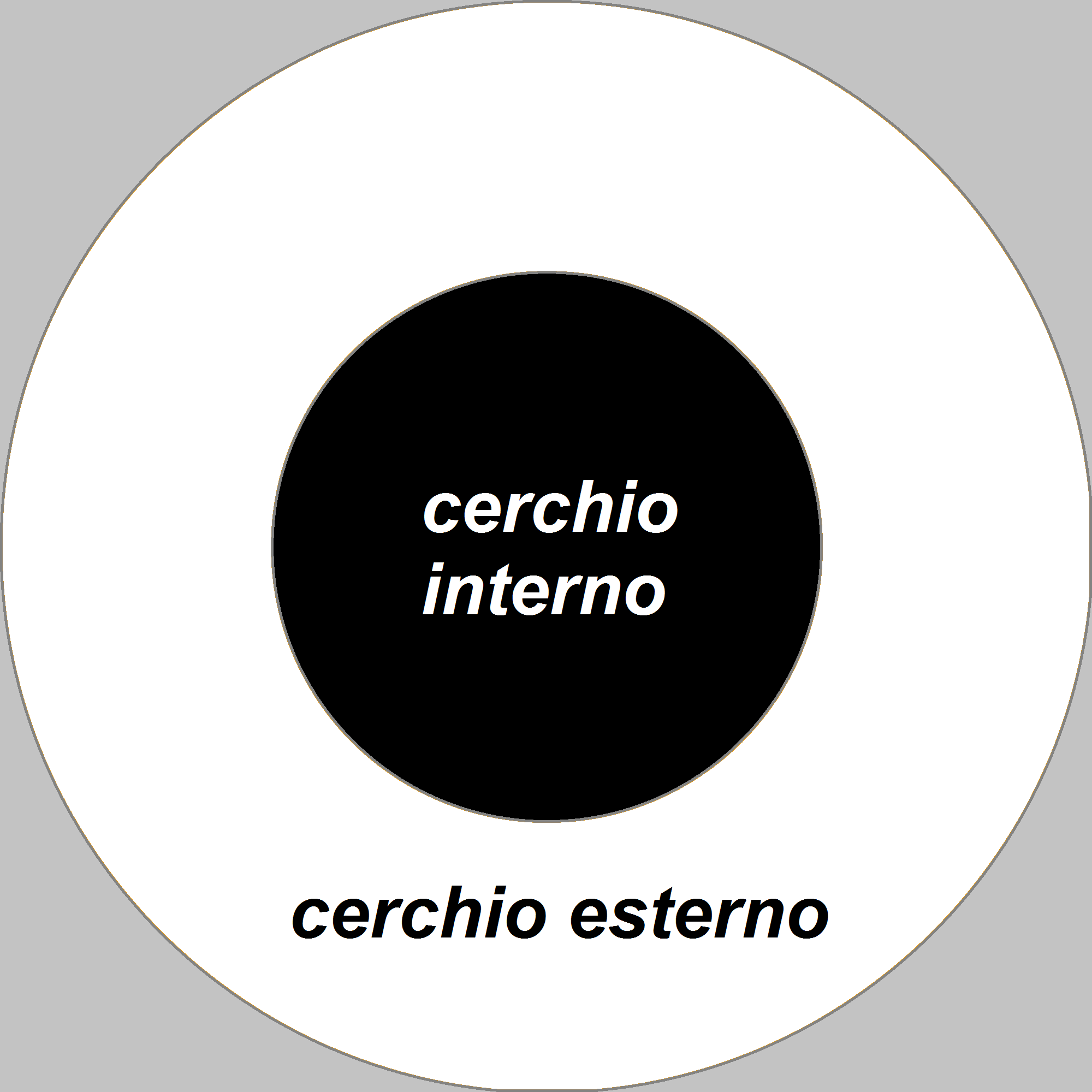
L'esoterismo è assimilabile a un nucleo di verità appannaggio di un cerchio interno più nascosto, la cui manifestazione essoterica e profana è rappresentata invece da quello esterno.

Esoterismo è il termine con cui si indicano, in senso lato, le dottrine spirituali di carattere almeno in parte segreto o riservato. La verità occulta o i significati nascosti di tali dottrine sono accessibili solo ai cosiddetti adepti, prevedendo spesso diversi gradi di iniziazione.
Il termine "esoterico" compare per la prima volta in una lingua moderna, il francese, nel 1752. Si contrappone a essoterico ("condiviso"), parola che indica una conoscenza aperta a chiunque.
In senso lato, l'esoterismo denota la presunta capacità di accedere al nucleo intimo e unitario di una verità, andando oltre le apparenze esteriori. Ogni religione possiederebbe una componente esoterica da cui si sarebbe originata, e anzi secondo Sala Batà le conoscenze esoteriche rappresenterebbero la forma primaria di religiosità da cui tutte le altre sarebbero derivate, come i rami da un tronco.
(Édouard Schuré, I grandi iniziati, Laterza, 1973, pag. 10)
In quest'ottica, poiché si può parlare di interno solo in rapporto a un esterno, carattere essoterico ed esoterico possono coesistere in una medesima dottrina: invece di escludersi, possono essere complementari. Una medesima dottrina può presentare una componente esoterica e una essoterica; oppure al medesimo insegnamento può essere data un'interpretazione essoterica, aperta a tutti, e una più profonda esoterica, appannaggio dei soli iniziati.

## Etimologia e significato del termine

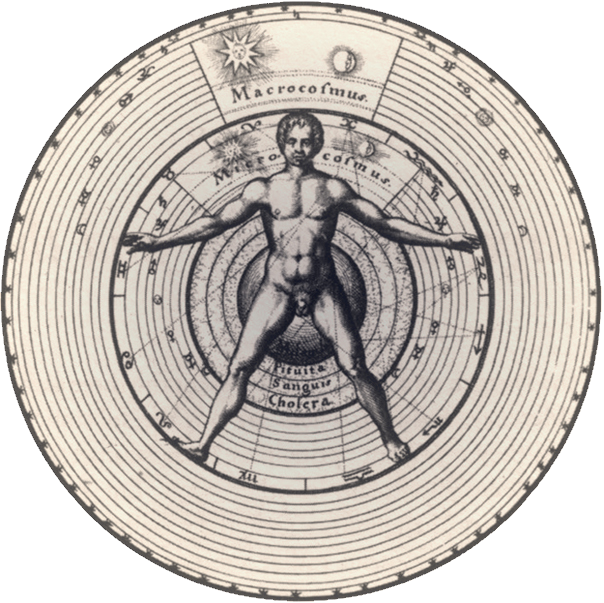
Il macrocosmo rappresentato come una serie di cerchi concentrici che ha al centro l'uomo vitruviano, approssimandosi al quale si risalgono i gradi dell'iniziazione esoterica

«Esoterico» deriva dal greco antico ἐσωτερικός?, esōterikós, a sua volta da ἐσώτερος, esṓteros ("interiore"), contrapposto a exoteros (esteriore).
Anche all'interno di una cerchia ristretta vi possono essere tuttavia molteplici gradi di iniziazione esoterica, a seconda del livello di conoscenza raggiunto dagli adepti. Questi gradi possono essere rappresentati come una serie di cerchi concentrici che si avvicinano progressivamente al centro, cioè alla prospettiva unitaria e universale. È questo il punto di vista assoluto in cui il microcosmo giunge a comprendere il macrocosmo, il quale esplicandosi nel mondo dà origine alla molteplicità dei fenomeni visibili.
(Ramacharaka, alias William Walker Atkinson, 1950)

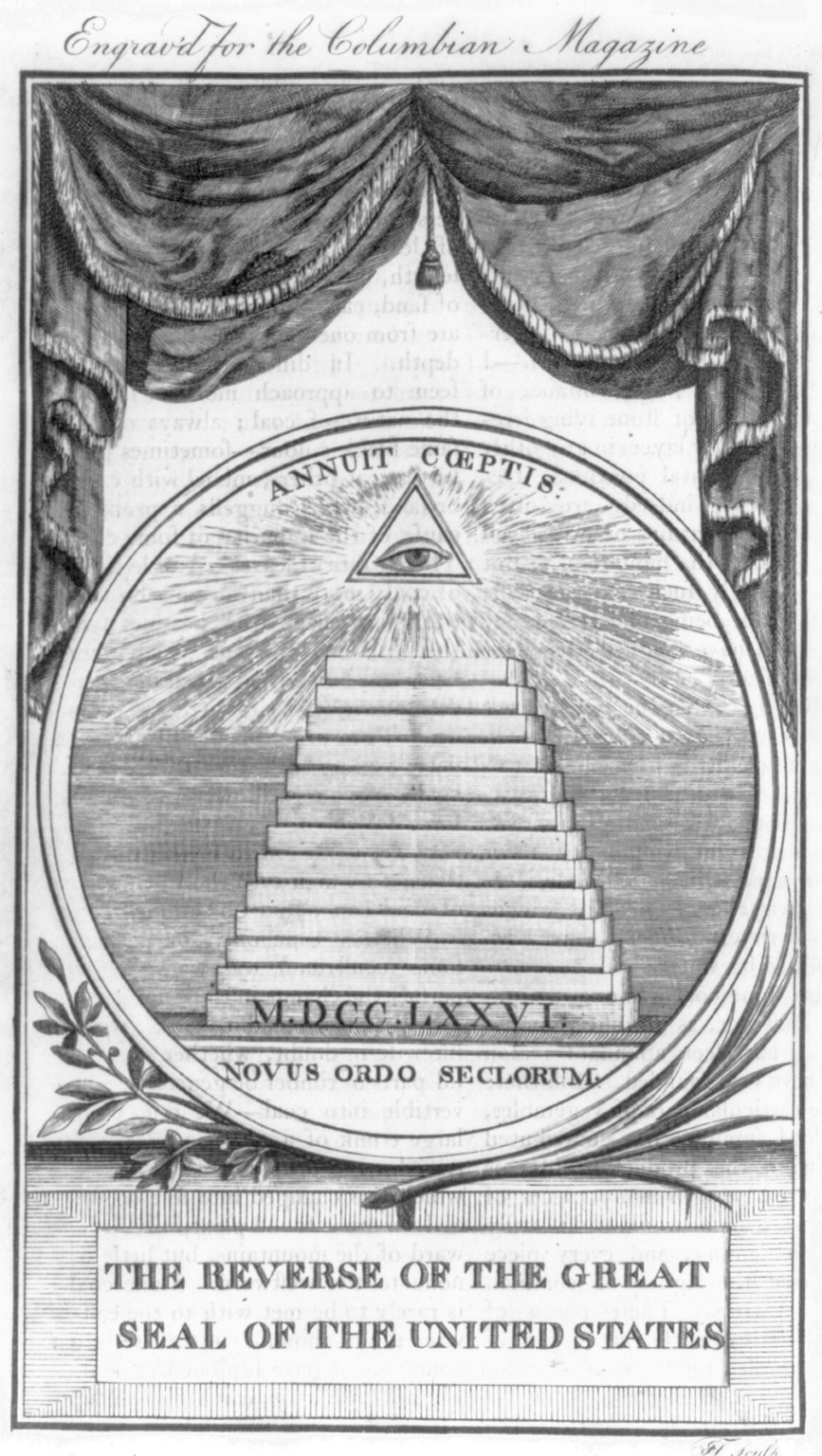
I diversi gradi gerarchici in seno all'ordine massonico estrinsecati in forma di piramide

Un'altra rappresentazione della gerarchia iniziatica, costituita da gradi via via superiori di conoscenza, corrispondenti ai livelli ontologici della natura, è quella di una piramide, il cui vertice assume lo stesso significato del centro nella figura circolare.
Gli studi esoterici sono in origine quelli sulla natura interna dell'uomo, che portano, attraverso l'introspezione, alla riscoperta di noi stessi, alla conoscenza della nostra "natura interna", della Verità.
Passò poi a indicare una conoscenza appannaggio di un ristretto gruppo di iniziati, che detengono la facoltà di rivelarla a chi vogliono. Divenne quindi sinonimo di nascosto od occulto, quando scienze esoteriche come l'alchimia (il cui fine era trasformare il piombo, ciò che è negativo, in oro, ciò che è positivo, nell'uomo per fargli riscoprire la sua “natura interna”) dovevano essere praticate clandestinamente e rendersi occulte usando allegorie per sfuggire alla repressione della Chiesa cattolica e delle prime Chiese protestanti.
Ne deriva l'uso comune anche se improprio del termine, a partire dal XIX secolo, per indicare pratiche di magia o di cartomanzia, calcoli cabalisti e altre pratiche che seguono regole non scientificamente accettate.

## La definizione accademica di Faivre
Nel 1992 Antoine Faivre propose la prima definizione storico-religiosa della nozione di esoterismo. Secondo Faivre, che metodologicamente circoscrive la sua analisi all'ambito delle correnti moderne e contemporanee dell'Occidente, è esoterica ogni dottrina o forma di pensiero che si basi sui quattro principi seguenti: 
1. l'esistenza di una corrispondenza analogica tra macrocosmo e microcosmo (l'universo e l'essere umano sono l'uno il riflesso dell'altro);
2. l'idea di una natura viva, animata;
3. la nozione di esseri angelici (o comunque spirituali), di mediatori tra gli umani e Dio, ovvero di una serie di livelli cosmici intermedi tra la materia e lo spirito puro;
4. il principio della trasmutazione interiore.

A questi quattro principi fondamentali vanno aggiunti i due seguenti, considerati complementari:
5. la pratica della confluenza delle fonti dottrinali;
6. il principio della trasmissione iniziatica.
È evidente che a tali criteri corrispondono le maggiori espressioni di quello che comunemente viene chiamato "esoterismo occidentale", quali l'alchimia, la cabala, l'ermetismo, la teosofia.
La criteriologia di Faivre è stata criticata da altri storici delle religioni, per esempio Kocku von Stuckrad, come poco "comprensiva". I criteri di Faivre finiscono per escludere dalla nozione di esoterismo la maggior parte delle correnti New Age e neopagane, come pure le tradizioni massoniche e le tante correnti mistiche minoritarie, occidentali e orientali, che hanno contribuito a fondare l'esoterismo contemporaneo. Ciò nonostante, essa resta un punto di riferimento centrale per tutti coloro che vogliono studiare l'esoterismo dal punto di vista storico-religioso.

## L'esoterismo occidentale e la ricerca accademica
È a partire dal secondo dopoguerra che gli storici delle religioni iniziano a prendere in esame i diversi ambiti della tradizione esoterica occidentale, fino ad allora ignorata dalla ricerca accademica. Vengono così forniti contributi scientifici di rilievo, grazie ai quali si inizia ad apprezzare l'importanza quantitativa e qualitativa del corpus esoterico occidentale.
Tra i maggiori artefici di questa svolta si devono menzionare Mircea Eliade per l'alchimia e lo sciamanesimo (Le Chamanisme et les techniques archaïques de l'extase, Paris, 1950; Forgerons et alchimistes, 1956), Gershom Scholem per la cabala ebraica (Major Trends in Jewish Mysticism, 1941), François Secret per la cabala cristiana (Les Kabbalistes chrétiens de la Renaissance, 1964), Frances Yates per l'ermetismo e il neoplatonismo del Rinascimento (Giordano Bruno and the Hermetic Tradition, 1964; The Occult Philosophy in the Elizabethan Age, 1979), Alexandre Koyré per la mistica e la teosofia tedesche (Mystiques, spirituels, alchimistes du XVIᵉ siècle allemand, 1970), Henri-Charles Puech per lo gnosticismo e il manicheismo.
Tale fioritura di studi rese necessaria la creazione di una disciplina scientifica nuova, che si facesse carico di studiare l'esoterismo occidentale in quanto fenomeno storico-religioso a sé stante. L'impulso alla costituzione di tale disciplina fu dato a Parigi, all'École pratique des hautes études, da François Secret, titolare fin dal 1964 della cattedra di Storia dell'esoterismo cristiano. A Secret successe nel 1979 Antoine Faivre, sotto la cui direzione la cattedra mutò nome, prendendo il titolo di Storia delle correnti esoteriche e mistiche nell'Europa moderna e contemporanea.
Nel 2002, con l'arrivo all'EPHE di Jean-Pierre Brach, il termine “mistiche” fu soppresso, e l'esoterismo divenne l'unico oggetto di studio della disciplina, i cui quadri concettuali portanti erano stati precedentemente definiti da Faivre. La fecondità di tale indagine scientifica è confermata dalla creazione di numerose cattedre in altri Paesi, tra cui quella di Amsterdam (1999) e quella di Exeter in Inghilterra (2006).

## Definizioni non scientifiche
Ogni autore di letteratura esoterica è detentore di una propria definizione di "esoterismo" . Ognuno di essi identifica l'esoterismo con una nozione particolare, dilatandone o restringendone il campo semantico a seconda delle proprie esigenze.
Per Helena Petrovna Blavatsky (1831-1891), fondatrice della Società Teosofica (1875), l'esoterismo è una "dottrina segreta", una sintesi di tutte le filosofie, di tutte le religioni, capace di svelare gli arcani dell'Universo e dell'Assoluto.
Per Rudolf Steiner (1862-1925), fondatore dell'antroposofia, l'esoterismo è una "scienza spirituale", un'investigazione dei mondi soprasensibili attraverso le facoltà della chiaroveggenza.
Per René Guénon (1886-1951) l'esoterismo è innanzitutto la "tradizione primordiale", ossia una dottrina metafisica universale, la cui trasmissione si effettua soprattutto attraverso il linguaggio dei simboli. Secondo Guénon il contenuto di tale dottrina metafisica è reperibile, sebbene in forma alterata, nelle varie tradizioni religiose della storia, e più precisamente nel loro versante "esoterico" (la cabala per l'ebraismo, il taoismo per la religione cinese, il sufismo per l'islam, le pratiche yoga e le dottrine del Vedānta per l'induismo.)
Per Omraam Mikhaël Aïvanhov (1900-1986) lo scopo dell'esoterismo o scienza iniziatica è quello di insegnarci a trasformare i nostri desideri inferiori e di entrare in comunicazione con il mondo divino per perfezionarci e aiutare tutta l'umanità. Secondo Aïvanhov, certe scienze quali l'alchimia, la magia, l'astrologia e la cabala sono di difficile approccio e per capirle bene è consigliabile iniziare a studiarle nell'uomo, nelle sue attività quotidiane. Nel cibo troviamo l'alchimia, nella respirazione l'astrologia, nella parola e nel gesto la magia e nel pensiero la cabala. Lo studio dell'esoterismo non può quindi essere separato dalla vita quotidiana.

## Dottrine, autori e opere dell'esoterismo occidentale
- Alchimia
- Antroposofia
- Archeosofia
- Amedeo Rocco Armentano
- Astrologia
- Omraam Mikhaël Aïvanhov
- Alice Bailey
- Helena Petrovna Blavatsky
- Bô Yin Râ
- Jakob Lorber
- Cabala
- Giovanni Colazza
- Giovanni Antonio Colonna di Cesarò
- Corpus Hermeticum
- Aleister Crowley
- Gérard Encausse
- Ermetismo
- Julius Evola
- Pio Filippani Ronconi
- Dion Fortune
- Fulcanelli
- Giamblico
- René Guénon
- Gruppo di Ur
- G. I. Gurdjieff
- Gnosticismo
- Giuliano Kremmerz
- Draja Mickaharic
- Malleus Maleficarum
- Massoneria
- Martinismo
- Oscar Vladislas de Lubicz Milosz
- Misticismo
- Occultismo
- Porfirio
- Tommaso Palamidessi
- Paracelso
- Giulio Parise
- Bent Parodi
- Arturo Reghini
- Déodat Roché
- Rosacroce
- Christian Rosenkreuz
- Massimo Scaligero
- René Adolphe Schwaller de Lubicz
- Sciamanesimo
- Sefer ha-Bahir
- Rudolf Steiner
- Teosofia
- Tritemio
- Oswald Wirth